# Lý quý nhân (Bắc Ngụy Văn Thành Đế)
Lý quý nhân (chữ Hán: 李贵人; ? - 456), là phi tần của Bắc Ngụy Văn Thành Đế, hoàng đế Bắc Ngụy trong lịch sử Trung Quốc. Bà là sinh mẫu của Bắc Ngụy Hiến Văn Đế, vì đạo luật của hậu cung Bắc Ngụy bà bị xử tử khi Hiến Văn Đế được chọn làm người kế vị.

## Tiểu sử
Lý thị là con gái của gia đình họ Vương ở vùng Đốn Khâu, huyện Mông, Lương quốc. Ngụy thư không cho biết rõ về thời trẻ của bà. Lúc trưởng thành, Lý thị có dung mạo xinh đẹp nên được gả làm vợ của Vĩnh Xương vương Thác Bạt Nhân. Không lâu sau, Thác Bạt Nhân phạm tội mưu phản nên bị giết, người trong nhà đều bị đưa vào Bành Thành làm phục dịch, trong đó có Lý thị. Lý thị bị đưa vào cung khi Bắc Ngụy Văn Thành Đế đang ở trên lầu, nhìn thấy vẻ đẹp của bà, Văn Thành Đế rất say mê. Không bao lâu sau, bà được triệu kiến và lâm hạnh ở Trai Khố.
Năm 453, Lý thị hạ sinh cho Văn Thành Đế hoàng tử trưởng Thác Bạt Hoằng, do đó được phong làm Quý nhân. Đến năm 456, khi Thác Bạt Hoằng trở thành Thái tử, Lý quý nhân bị ép tự vẫn theo quy định tử quý mẫu tử trong hậu cung Bắc Ngụy.
Về sau, Thác Bạt Hoằng đăng cơ, tức Hiến Văn Đế. Bà được truy tôn thụy hiệu là Văn Thành Nguyên hoàng hậu (文成元皇后) và thờ phụng ở Thái miếu.